# کالیستو برترامو
کالیستو برترامو (ایتالیایی: Calisto Bertramo؛ ‏ ۲۸ اوت ۱۸۷۵ – ۳۰ سپتامبر ۱۹۴۱) هنرپیشه اهل پادشاهی ایتالیا بود.
از فیلم‌هایی که وی در آن‌ها نقش داشته‌است، می‌توان به مسالینا اشاره نمود.